# У Василівці
У Василівці — малюнок Шевченка з альбому 1845 року (зворот аркушу 19). Акварель. Зліва внизу чорнилом рукою Шевченка напис: у Василівці. Датується часом написання Шевченком поетичних творів у Миргороді та в Миргородському повіті, а також зображеною на малюнку рослинністю.
Серед шевченкознавців немає єдиної думки про те, яку саме Василівку мав на увазі Т. Г. Шевченко, підписуючи свій малюнок. Розглядають дві основні версії:
- Василівка — село Миргородського повіту, Полтавської губернії (нині село Гоголеве Шишацького району, Полтавської області), де пройшли дитячі роки М. В. Гоголя.
- Василівка Хорольського повіту (нині село Семенівського району Полтавської області) — село, яке розташоване недалеко від маєтку А. Г. Родзянка, в якого перебував у 1845 р. Т. Г. Шевченко.

В літературі зустрічається під назвами: «Церковная колокольня в с. Васильевке. 1844»; «Деревня Васильевцы»; «Васильківці»; «Церковь в Васильевке».